# Bryndzové halušky

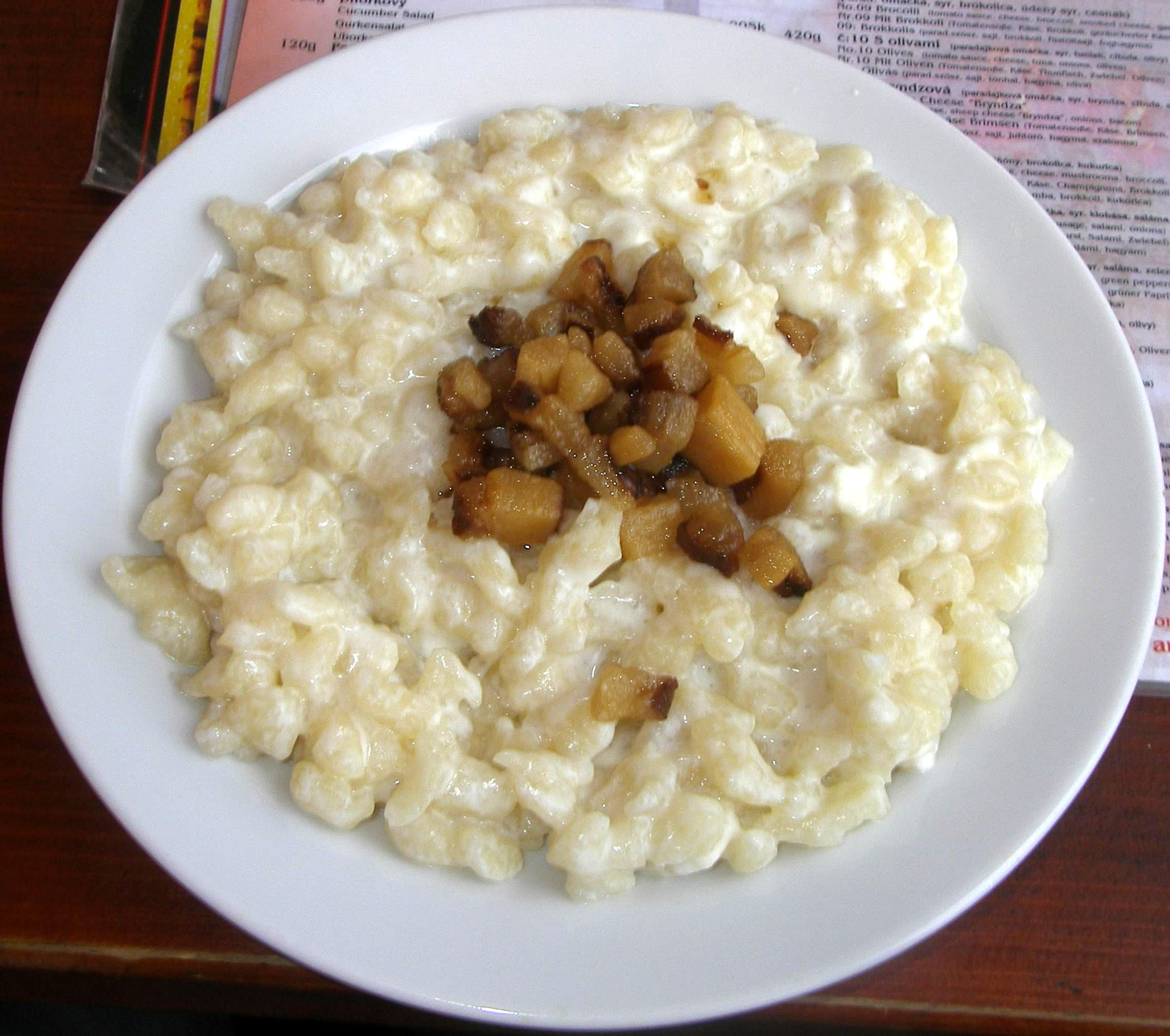
Brimsennockerl

Bryndzové halušky (Aussprache: ˈbrindzɔʋeː ˈɦaluʂki, deutsch: Brimsennocken, andere Übersetzung: Spätzle mit Brimsen) ist das Nationalgericht der Slowakei. Die Halušky (Haluschky) sind Kartoffelnocken, sie werden üblicherweise aus rohen Kartoffeln, Mehl und Salz, meist ohne Zugabe von Ei zubereitet und gekocht und beim Servieren mit dem Brimsen (bryndza, ein Schafkäse) und oft auch mit Stücken Speck gemischt.

## Žinčica
Traditionell wird die Žinčica (ein aus Schafskäsezubereitung stammendes Molke-Getränk) beim Essen der Brimsennocken getrunken.

## Freunde der Bryndzové halušky
In der Ortschaft Turecká bei Banská Bystrica findet jährlich ein Brimsennocken-Festival statt, wo auch ein Brimsennocken-Wettessen ausgetragen wird.